# بوبینگ
بوبینگ (به آلمانی: Böbing) یک شهر در آلمان است که در بایرن واقع شده‌است.

## خصوصیات
بوبینگ ۴۰٫۳۲ کیلومترمربع مساحت دارد ۶۱۰-۹۳۶ متر بالاتر از سطح دریا واقع شده‌است.